# Falsterbo distrikt
Falsterbo distrikt er fra 1. januar 2016 et folkebogføringsdistrikt i Vellinge kommune og Skåne län i Sverige.
Distriktet omfatter den sydlige del af tvillingebyerne Skanør og Falsterbo med nærmeste omegn.

## Tidligere administrative enheder
Området består det tidligere Falsterbo Menighed (Falsterbo församling). I 2002 blev Falsterbo Menighed slået sammen med Skanør Menighed (Skanörs församling) og Skanør-Falsterbo Menighed (Skanör-Falsterbo församling) opstod.

## Falsterbo Kirke
Falsterbo Kirke ligger i distriktet.

## Andet
Menigheden hører til i Skyds Provsti (Skytts kontrakt) i Lunds Stift.
55°23′22″N 12°50′17″Ø / 55.3894°N 12.8381°Ø